# Enfuvirtida
Enfuvirtida (nome comercial: Fuzeon) é um fármaco antirretroviral da classe dos inibidores de fusão utilizado contra HIV-1, de forma conjunta com outros fármacos antivirais. Quimicamente é dotado de uma cadeia reta de 36 resíduos de aminoácidos de origem sintética e pertence a classe química dos inibidores de fusão. Farmacologicamente age impedindo a fusão do vírus com a célula CD4 do paciente.